# 더 밸리 (경기장)
더 밸리(영어: The Valley)는 잉글랜드 런던 찰턴에 위치한 축구 경기장으로, 수용 인원은 27,111명이며 찰턴 애슬레틱 FC의 홈 구장으로 사용되고 있다. 1919년에 처음 개장했으며 1991년 보수 공사가 진행되었다.

## 기록
- 최다 관중 수: 75,031명 (대 애스턴 빌라(1938년 2월 12일), 잉글랜드 FA컵 5라운드 경기)
- 리그 경기 최다 관중 수: 68,160명 (대 아스널(1936년 10월 17일), 풋볼 리그 1부 경기)
- 최다 관중 수(전좌석 경기장 시대): 27,111명 (대 첼시(2005년 9월 17일), 대 토트넘 홋스퍼(2005년 10월 1일), 대 리버풀(2006년 12월 16일), 대 첼시(2007년 2월 3일), 대 웨스트 햄 유나이티드(2007년 2월 24일), 대 셰필드 유나이티드(2007년 4월 21일), 프리미어리그 경기)